# 돕슨견장과일박쥐
돕슨견장과일박쥐(Epomops dobsonii)는 큰박쥐과에 속하는 박쥐의 일종이다. 앙골라와 콩고민주공화국, 말라위, 모잠비크, 르완다, 탄자니아 그리고 잠비아에서 발견된다. 자연 서식지는 건조한 사바나 지역이다.